# Río Limar
Río Limar är en ort i Mexiko.   Den ligger i kommunen San Lorenzo Texmelúcan och delstaten Oaxaca, i den sydöstra delen av landet, 400 km sydost om huvudstaden Mexico City. Río Limar ligger 1 404 meter över havet och antalet invånare är 125.
Terrängen runt Río Limar är varierad, och sluttar västerut. Runt Río Limar är det glesbefolkat, med 15 invånare per kvadratkilometer. Närmaste större samhälle är El Arador, 0,98 km norr om Río Limar. I omgivningarna runt Río Limar växer i huvudsak städsegrön lövskog.